# Tutmaçbayındır, Orta
Tutmaçbayındır là một xã thuộc huyện Orta, tỉnh Çankırı, Thổ Nhĩ Kỳ. Dân số thời điểm năm 2010 là 83 người.